# Turks fruit (soundtrack)
Turks fruit is de originele soundtrack van de film Turks fruit. Het album werd gelijktijdig met de film in 1973 uitgebracht door CBS Records.
Het album bevat de originele filmmuziek van de componist Rogier van Otterloo, die tevens het orkest dirigeerde. De filmmuziek werd uitgevoerd in de muziekstijl jazz. Muzikanten op het album waren onder andere Louis van Dijk op de piano, Jacques Schols op de bas en John Engels met drums als Trio Louis van Dyke en Toots Thielemans op de mondharmonica. Het album kwam in maart 1973 in de LP Top 50 en behaalde als hoogste notering plaats 7.

## Nummers
1. "Dat mistige rooie beest" (6:27)
2. "Na de val" (3:00)
3. "Requiem voor een dooie mus" (1:30)
4. "Variatie op "Dat mistige rooie beest" " (4:25)
5. "Heksencentrale" (0:50)
6. "Moord met geduld" (2:10)
7. "Een hoofd met een deurtje" (1:40)
8. "Turks fruit" (3:50)
9. "Niets aan te doen" (2:33)
10. "Rosa Turbinata" (3:47)
11. "Rose Is a Rose Is a Rose Is a Rose" (3:35)
12. "Wat zonde" (2:00)

## Bezetting
- Rogier van Otterloo - componist, arrangeur en dirigent
- Louis van Dijk - piano
- Jacques Schols - contrabas
- John Engels - drums
- Toots Thielemans - mondharmonica en gitaar
- Rob Franken - Rhodes
- Peter Nieuwerf - gitaar
- Rob Langereis - basgitaar
- Louis Debij - drums
- Nils Walen - hobo en althobo
- Ary Jongeman - dwarsfluit en basfluit
- Jonny Kroon - viool solist
- Letty de Jong - zang
- Ruud Jacobs - muziekproducent

## Hitnoteringen

### NederlandseElpee Top 10
| Hitnotering: 24-03-1973 t/m 21-04-1971 | Hitnotering: 24-03-1973 t/m 21-04-1971 | Hitnotering: 24-03-1973 t/m 21-04-1971 | Hitnotering: 24-03-1973 t/m 21-04-1971 | Hitnotering: 24-03-1973 t/m 21-04-1971 | Hitnotering: 24-03-1973 t/m 21-04-1971 | Hitnotering: 24-03-1973 t/m 21-04-1971 |
| Week:                                  | 1                                      | 2                                      | 3                                      | 4                                      | 5                                      |                                        |
| -------------------------------------- | -------------------------------------- | -------------------------------------- | -------------------------------------- | -------------------------------------- | -------------------------------------- | -------------------------------------- |
| Positie:                               | 10                                     | 7                                      | 7                                      | 7                                      | 8                                      | uit                                    |

### NPO Klassiek Filmmuziek Top 200
| Turks fruit in de NPO Klassiek Filmmuziek Top 200 | Turks fruit in de NPO Klassiek Filmmuziek Top 200 | Turks fruit in de NPO Klassiek Filmmuziek Top 200 | Turks fruit in de NPO Klassiek Filmmuziek Top 200 | Turks fruit in de NPO Klassiek Filmmuziek Top 200 | Turks fruit in de NPO Klassiek Filmmuziek Top 200 | Turks fruit in de NPO Klassiek Filmmuziek Top 200 | Turks fruit in de NPO Klassiek Filmmuziek Top 200 | Turks fruit in de NPO Klassiek Filmmuziek Top 200 | Turks fruit in de NPO Klassiek Filmmuziek Top 200 | Turks fruit in de NPO Klassiek Filmmuziek Top 200 |
| Jaar                                              | 2016                                              | 2017                                              | 2018                                              | 2019                                              | 2020                                              | 2021                                              | 2022                                              | 2023                                              | 2024                                              | 2025                                              |
| ------------------------------------------------- | ------------------------------------------------- | ------------------------------------------------- | ------------------------------------------------- | ------------------------------------------------- | ------------------------------------------------- | ------------------------------------------------- | ------------------------------------------------- | ------------------------------------------------- | ------------------------------------------------- | ------------------------------------------------- |
| Positie                                           | 19                                                | 22                                                | 35                                                | 29                                                | 26                                                | 20                                                | 18                                                | 15                                                | 17                                                | 21                                                |